# عبد الكريم غلاب
عبد الكريم غلاب  (31 ديسمبر 1919 - 14 أغسطس 2017)، كاتب مؤرخ، روائي، أديب، وصحفي مغربي، ولد في فاس. كان محررًا لصحيفة العلم اليومية التابعة لحزب الاستقلال.

## سيرته
ولد عبد الكريم غلاب بفاس سنة 1919، تلقى تعليمه الأول في المدارس الحرة ثم في كلية القرويين ابتداء من سنة 1932. سافر إلى القاهرة في أكتوبر سنة 1937، التحق بكلية الآداب بجامعة القاهرة (فؤاد الأول) سنة 1940 وتخرج منها سنة 1944 (قسم اللغة العربية).
- كان عضو مؤسس لجمعية الطلبة العرب في كلية الآداب (سنة 1942) التي كانت تضم مجموعة من الطلبة من سوريا والعراق ومصر وفلسطين والسودان والمغرب تحت رئاسة الدكتور عبد الوهاب عزام وكانت تعمل على بعث الوعي القومي العربي.
- عضو جمعية «الأمناء»، جمعية ثقافية كان يرأسها الأستاذ أمين الخولي وأصدرت مجلة الأمناء.
- بدأ نشاطه السياسي في القاهرة للتوعية بقضية المغرب واستقلاله في بداية الأربعينيات حيث شارك مع زملائه المغاربة في تأسيس «رابطة الدفاع عن مراكش» سنة 1943.
- قدمت الرابطة مذكرة إلى سفارات الحلفاء والحكومة المصرية تطالب فيها باستقلال المغرب في يناير 1944 بتزامن مع الوثيقة التي قدمها حزب الاستقلال في المغرب دون اتفاق مسبق نظرا لانقطاع الاتصالات بين البلدين زمن الحرب.
- عمل أستاذا في المدارس الثانوية المصرية بعد تخرجه من كلية الآداب (1945-1947).
- اختاره زملاؤه المغاربة والجزائريون والتونسيون أمينا عاما لمؤتمر المغرب العربي الذي عقد سنة 1947 وعنه نشأ مكتب المغرب العربي الذي قاد الكفاح في سبيل استقلال المغرب والجزائر وتونس.
- عمل «مكتب المغرب العربي» على تحرير عبد الكريم الخطابي يوم 1 يونيو 1947 وهو في طريقه من منفاه في جزيرة لارينيون إلى فرنسا عند وقوف الباخرة التي كانت تقله في بور سعيد.
- شارك في مؤتمر الثقافة العربية الأول الذي عقد تحت إشراف اللجنة الثقافية للجامعة العربية في بيت ميري (لبنان) في صيف 1948.
- عاد إلى المغرب في ديسمبر 1948 فترأس تحرير مجلة (رسالة المغرب) الثقافية الأسبوعية ثم الشهرية ابتداء من سنة 1949 حتى توقيفها بقرار من الإقامة العامة الفرنسية في ديسمبر 1952، وعمل في الوقت نفسه محررا في جريدة «العلم» اليومية حتى توقيفها في التاريخ ذاته. وساهم في إعادة صدورها تحديا لقرار الإقامة الفرنسية بتوقيفها في نونبر 1955. ترأس تحرير مجلة «البينة الشهرية».
- هو أحد الأعضاء البارزين في حزب الاستقلال، وقد عمل فيه منذ إنشاء «كتلة العمل الوطني» في يونيو 1933.
 كان من الأطر الأولى المؤسسة لوزارة الخارجية المغربية بعد استقلال المغرب تحت رئاسة الحاج أحمد بلافريج. عين وزيرا مفوضا مديرا للإدارة العربية والشرق الأوسط في شهر مايو سنة 1956.
- استقال من منصبه في يناير 1959 وعاد إلى العمل في جريدة «العلم» كرئيس التحرير. وفي سنة 1960 أصبح مديرا لها حتى يوليو 2004.
- تخلى عن عمله في «العلم» خلال فترة 1981-1985 أصبح خلالها وزيرا منتدبا لدى الوزير الأول في حكومة بوعبيد الثانية.[8]
- انتخب عضوا في البرلمان (مجلس النواب) خلال ولايتي (1977-1984) و (1993-1997).
- حضر عددا من المؤتمرات الثقافية في العالم العربي والغربي.
- عمل في المؤسسات الآتية:

-عضو وقيادي في حزب الاستقلال وانتخب في اللجنة التنفيذية وجدد انتخابه منذ المؤتمر الخامس سنة 1960.
-عضو مجلس الرئاسة لحزب الاستقلال عقب وفاة علال الفاسي زعيم الحزب سنة 1974.
-رئيس اتحاد كتاب المغرب (1968-1976) وجدد انتخابه في ثلاثة مؤتمرات. ترأس مجلة «آفاق» الصادرة عن الاتحاد.
-نائب رئيس اتحاد الأدباء العرب 1968-1981.
-الأمين العام للنقابة الوطنية للصحافة المغربية عند إنشائها سنة 1961 وجدد انتخابه في كل المؤتمرات إلى سنة 1983.
-نائب الأمين العام لاتحاد الصحفيين العرب (1965-1983).
-عضو في أكاديمية المملكة المغربية منذ إنشائها سنة 1980.
-عضو في مؤسسة بيت الحكمة في تونس.
-عضو مراسل في مجمع اللغة العربية ببغداد.
-رئيس اللجنة الثقافية لمؤسسة علال الفاسي في المغرب.
بدأ ينشر محاولاته في الكتابة عام 1936، حيث نشر أول مقال له في مجلة «الرسالة» القاهرية. وواصل في مختلف الميادين الأدبية والثقافية منذ سنة 1947.
ألف أكثر من 75 كتابا في الرواية والقصة والأدب والسياسة والفقه الدستوري وتاريخ المغرب.
اختارت منظمة الثقافة العربية روايته «المعلم علي» من بين أفضل 105 رواية عربية نشرت عبر التاريخ، وقد تم تدريسها في مختلف المدارس الثانوية عبر البلاد العربية.
ترجمت له عدة أعمال روائية للفرنسية والإسبانية والكتالانية والأردية والإيطالية والإنجليزية.
كتبت عن أعماله الأدبية والروائية أكثر من خمسين أطروحة جامعية للدراسات العليا والدكتوراه في مختلف الجامعات المغربية.

## أعماله الأدبية[9]

### الروايات
- سبعة أبواب: خمس طبعات.[10]
- المعلم علي: ثمان طبعات، (فازت بجائزة المغرب لسنة 1974).
- دفنا الماضي: ست طبعات (فازت بجائزة المغرب لسنة 1968).
- صباح ويزحف الليل: طبعتان.
- وعاد الزورق إلى النبع: طبعتان
- شروخ في المرايا: طبعتان، فازت بجائزة المغرب لسنة 1994
- سفر التكوين: طبعتان
- ما بعد الخلية: طبعة واحدة.
- لم ندفن الماضي: طبعة واحدة
- شرقية في باريس: طبعة واحدة
- الأرض ذهب: طبعة واحدة
- المنفيون... ينتصرون: طبعة واحدة

### الرواية القصيرة
- أزمة البطل: طبعتان.
- تحرير البطل: طبعة واحدة.
- آدم يبحث عن حواء: طبعة واحدة.
- المسؤولية: طبعة واحدة.
- الوردة الذابلة: طبعة واحدة.
- إنه الظلام: طبعة واحدة.
- نشوز: طبعة واحدة.

### القصص
- مات قرير العين: مجموعة من تسع قصص، طبعتان
- الأرض حبيبتي: مجموعة من 12 قصة، طبعتان
- وأخرجها من الجنة: مجموعة من عشر قصص، طبعتان
- هذا الوجه أعرفه: مجموعة من 16 قصة، طبعتان
- يطو وأخواتها: مجموعة من 12 قصة، طبعة واحدة
- أكتب بالجسد: مجموعة من ثلاث قصص، طبعة واحدة
- طاقة متجددة: مجموعة من أربع قصص، طبعة واحدة
- أنانية متوحشة: مجموعة من ثلاث قصص، طبعة واحدة
- سعادة الباشا: مجموعة من ست قصص، طبعة واحدة
- شهرزاد في ليلتها الثانية بعد الألف، مجموعة من ست قصص، طبعة واحدة

### دراسات أدبية وفكرية
- نبضات فكر: طبعة واحدة
- في الثقافة والأدب: طبعتان
- رسالة فكر: طبعة واحدة
- عالم شاعر الحمراء: طبعة واحدة
- مع الآدب والأدباء: طبعة واحدة
- ملامح من شخصية علال الفاسي: طبعة واحدة
- الثقافة والفكر في مواجهة التحدي: طبعة واحدة
- الفكر العربي بين الإستيلاب وتأكيد الذات: طبعة واحدة
- دفاع عن فن القول: طبعة واحدة
- الماهدون الخالدون: طبعتان
- من اللغة إلى الفكر: طبعتان
- أزمة المفاهيم وانحراف التفكير: طبعتان
- لا مفهوم للثقافة: طبعة واحدة
- نحب الحياة:[11] طبعة واحدة
- عبد الكريم غلاب في مذكرات سياسية وصحافية: طبعة واحدة
- الشيخوخة الظالمة: طبعة واحدة، (سيرة ذاتية)
- الشخصية، شخصية المغاربة نموذجا: طبعة واحدة[12]

### دراسات إسلامية
- تاريخ الإسلام: أربع طبعات.
- صراع المذهب والعقيدة في القرآن: أربع طبعات
- مجتمع المؤمنين من هدي القرآن: طبعتان
- في الثقافة الإسلامية والآداب القرآنية: طبعة واحدة
- الإسلام في مواجهة التحديات: طبعة واحدة
- الإسلام من أعماق القرآن: طبعة واحدة

### دراسات سياسية
- الإستقلالية: طبعة واحدة
- في الإصلاح القروي: طبعة واحدة
- هذا هو الدستور: طبعة واحدة
- دفاع عن الديمقراطية: طبعتان
- معركتنا العربية في مواجهة الإستعمار والصهيونية: (بالاشتراك مع محمد العربي المساري وعبد الجبار السحيمي)، طبعة واحدة
- معركة المصير في سبيل إصلاح التعليم وتعريبه: (بالاشتراك مع محمد العربي المساري وعبد الجبار السحيمي)، طبعة واحدة.
- التطور الدستوري والنيابي بالمغرب: ثلاث طبعات.
- مائة سنة من النضال الديمقراطي: طبعة واحدة
- رهانات الفرانكفونية في علاقاتها بمسألة التغريب والهيمنة
- مع الشعب في البرلمان: طبعة واحدة.
- سلطة المؤسسات بين الشعب والحكم: طبعة واحدة
- •لماذا انهارت الشيوعية: طبعة واحدة
- في الفكر السياسي: طبعة واحدة
- تجديد الدولة وتغيير السياسة: طبعة واحدة
- 100 سنة من النضال الديمقراطي: طبعة واحدة

### أدب الرحلات
- صحفي في أمريكا: طبعة واحدة
- من مكة إلى موسكو: طبعة واحدة

### دراسات تاريخية
- تاريخ الحركة الوطنية (جزءان): ثلاث طبعات
- قصة المواجهة بين المغرب والغرب: طبعة واحدة
- قراءة جديدة في تاريخ المغرب العربي (ثلاث أجزاء): طبعة واحدة

### مؤلفات مترجمة
- II Marocco Tra Due Generazioni In Un Romanzo Di Abd Al Karim GHALLAB ,Adalgisa De Simon
- Le Passé Enterré : الترجمة الفرنسية لرواية «دفنا الماضي» أنجزها Francis Gouin طبعتان، 1990.
- نبضات فكر: ترجمها إلى الأردية محمد إسحاق الندوي، مطبوعات اقرأ، كراتشي، طبعة واحدة.
- Génesis الترجمة لسفر التكوين بالإسبانية قام بها Angel Gimeno Corzan تحت إشراف المؤسسة الأوروبية للثقافة.
- Génesis, Una Vida en el Marroc mediterraneo : ترجمة لسفر التكوين للكتلانية ترجمة السيدة Marta Serra Oliveras، تحت إشراف المؤسسة الأوروبية للثقافة[13]
- we buried the pass: الترجمة الإنجليزية لرواية «دفنا الماضي» أنجزها الأستاذ Roger Allen، أستاذ بجامعة بينسلفانيا بالولايات المتحدة الأمريكية.

## وفاته
توفي مساء 14 أغسطس 2017 بمدينة الجديدة عن عمر ناهز 98 عاما.

## تكريمات
1991
- اتحاد كتاب المغرب يكرم الكاتب عبد الكريم غلاب[23]

2006
- حزب الاستقلال يكرم السيد عبد الكريم غلاب[24]

2008
- تسليم درع تكريمي للمبدع والمفكر المغربي عبد الكريم غلاب خلال الأيام الثقافية الإماراتية[25][26][27]

2014
- ندوة تكريمية لعميد الصحافيين المغاربة الروائي عبد الكريم غلاب[28]

2017
- إحياء الذكرى الأربعينية لرحيل الفقيد المجاهد عبد الكريم غلاب بالرباط[29]
- شهادات مؤثرة في حق عبد الكريم غلاب في الذكرى الأربعينية لرحيله[30]

2023
- تكريم بتاريخ 17 ماي 2023 بمقر المعهد العالي للإعلام والاتصال بالرباط.[31][32]
- ندوة علمية حول الكاتب والصحفي الراحل عبد الكريم غلاب
- ندوة حول الأستاذ الموسوعي الراحل عبد الكريم غلاب[33]

## قال عنه النقاد:
سمير بودينار: "انت القضية اللغوية هما أساسيا في وجدانه، عليها تربى فكريا ونشأ سياسيا. قضية أكبر من مجرد تدبير في ملفات التعليم والاتصال والثقافة، كما يقول بعض الذين يصدق عليهم وصف أثير من الستينات: أزمات كبيرة ورجال صغار ». كانت اللغة بالنسبة له كسائر عناصر الهوية الوطنية قضية تحرر ونهوض واستقلال حقيقي، وجوابا على سؤال مصيري ستطرحه الأجيال الحاضرة والقادمة على نخبنا وتحاسبها عليه. وكنت ألقاه في افتتاح المؤتمرات الوطنية للغة العربية، حريصا على الحضور، مغالبا وطأة العمر والصحة، موجها – بلسان الحال- أبلغ كلماته لأجيال الكتاب والمثقفين الشباب."

## معرض صور

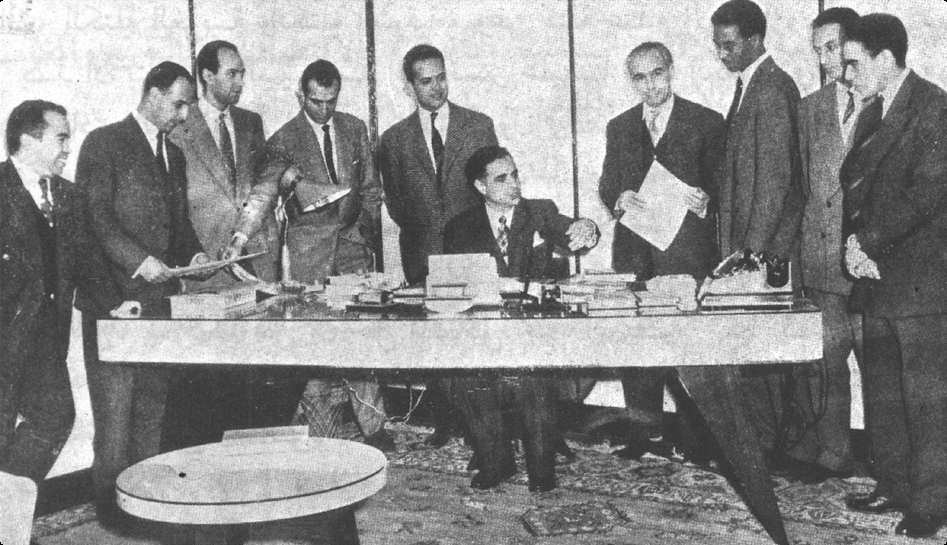
أول ديوان لوزارة الخارجية بعد الإستقلال (1956)

## الجوائز
- جائزة المغرب للكتاب عن رواية «دفنا الماضي» سنة 1968.[35]
- جائزة المغرب للكتاب عن رواثة «المعلم علي» سنة 1974.[35]
- جائزة المغرب للكتاب عن رواية «شروخ في المرايا» سنة 1994.[35]
- الجائزة التكريمية لأكاديمية المملكة المغربية.[35]